# Festival Internacional de Cinema de Bengaluru
El Festival Internacional de Cinema de Bengaluru (Bengaluru International Film Festival, BIFF o ಬೆಂಗಳೂರು ಅಂತರರಾಷ್ಟ್ರೀಯ ಸಿನಿಮೋತ್ಸವ en kannada), és un festival de cinema anual que se celebra a Bengaluru, la capital de l'estat indi de Karnataka, que mostra pel·lícules de tots els gèneres, inclosos documentals d'arreu del món. Fundat el 1996, el Festival Internacional de Cinema Suchitra Bangalore es va celebrar durant una setmana del 22 al 28 de desembre de 2006 en col·laboració amb la Suchitra Film Society. Durant el festival es van projectar més de 100 pel·lícules.
El festival de cinema està organitzat ara per la Karnataka Chalanachitra Academy i compta amb el suport del Govern de Karnataka. El 15è BiFF se celebrarà a Bangalore del 27 de febrer al 7 de març de 2024.

## Historial d'esdeveniments
- El 1er Festival Internacional de Cinema Suchitra Bengaluru 2006 es va celebrar del 22 al 28 de desembre de 2006
- El 2n Festival Internacional de Cinema Suchitra Bengaluru 2008 es va celebrar del 3 al 10 de gener de 2008
- El 3r Festival Internacional de Cinema Suchitra Bengaluru 2009 es va celebrar des de desembre de 2009
- El 4è Festival Internacional de Cinema de Bengaluru 2011 es va celebrar del 15 al 22 de desembre de 2011
- El 5è Festival Internacional de Cinema de Bengaluru 2012 es va celebrar del 20 al 27 de desembre de 2012
- El 6è Festival Internacional de Cinema de Bengaluru 2013 es va celebrar del 26 de desembre de 2013 al 2 de gener de 2014
- 7è Festival Internacional de Cinema de Bengaluru 2014 es va celebrar del 4 a l'11 de desembre de 2014[3]
- El 8è Festival Internacional de Cinema de Bengaluru 2016 es va celebrar del 28 de gener de 2016 al 5 de febrer de 2016.
- El 9è Festival Internacional de Cinema de Bengaluru 2017 es va celebrar del 2 al 9 de febrer de 2017
- El 10è Festival Internacional de Cinema de Bengaluru 2018 es va celebrar del 22 de febrer de 2018 a l'1 de març de 2018
- L'11è Festival Internacional de Cinema de Bengaluru 2019 es va celebrar del 21 de febrer de 2019 al 28 de febrer de 2019
- El 12è Festival Internacional de Cinema de Bengaluru 2020 es va celebrar del 26 de febrer de 2020 al 4 de març de 2020[4]
- El 13è Festival Internacional de Cinema de Bengaluru 2022 se celebrarà del 3 al 10 de març de 2022[5]
- El 14è Festival Internacional de Cinema de Bengaluru de 2023 es va celebrar del 23 de març al 31 de març de 2023.[6]
- El 15è Festival Internacional de Cinema de Bengaluru 2024 se celebrarà del 29 de febrer al 7 de març de 2024.[2]

## Pel·lícules projectades durant el festival
- Llista de pel·lícules del 13è BIFFES 2022[7]